# Мирне (селище, Миколаївський район)
Мирне (раніше — Червоноармійське)— селище в Україні, у Нечаянській сільській громаді Миколаївського району Миколаївської області. Населення становить 285 осіб.

## Населення

### Мова
Розподіл населення за рідною мовою за даними перепису 2001 року:
| Мова       | Кількість | Відсоток |
| ---------- | --------- | -------- |
| українська | 259       | 90.88%   |
| російська  | 26        | 9.12%    |
| Усього     | 285       | 100%     |

## Географія
Селищем тече Балка Турчанівсько-Березанська.